# HD42326
HD42326 — хімічно пекулярна зоря спектрального класу A0, що має видиму зоряну величину в смузі V приблизно  7,7.
Вона знаходиться у сузір'ї Великого Пса й розташована на відстані близько 461,3 світлових років від Сонця.

## Пекулярний хімічний вміст
Зоряна атмосфера HD42326 має підвищений вміст 
Eu
.